# Bundestagswahlkreis Schweinfurt
Der Wahlkreis Schweinfurt (Wahlkreis 249; bis zur Bundestagswahl 2021 Wahlkreis 250) ist seit 1949 ein Bundestagswahlkreis in Bayern. Er umfasst die kreisfreie Stadt Schweinfurt sowie die Landkreise Schweinfurt und Kitzingen. Der Wahlkreis wurde bisher bei allen Bundestagswahlen von den Direktkandidaten der CSU gewonnen.

## Wahlergebnisse

### Bundestagswahl 2025
Zur Bundestagswahl 2025 am 23. Februar wurden 11 Direktkandidaten und 17 Landeslisten zugelassen.
| Kandidaten                               | Kandidaten                   | Parteien/Listen     | Erststimmen | Erststimmen | Zweitstimmen | Zweitstimmen |
| Kandidaten                               | Kandidaten                   | Parteien/Listen     | Stimmen     | %           | Stimmen      | %            |
| ---------------------------------------- | ---------------------------- | ------------------- | ----------- | ----------- | ------------ | ------------ |
|                                          | Anja Weisgerbergewählt im WK | CSU                 | 70.454      | 43,4        | 64.165       | 39,4         |
|                                          | Markus Hümpfer               | SPD                 | 21.832      | 13,4        | 18.705       | 11,5         |
|                                          | Stefan Weidinger             | GRÜNE               | 12.894      | 7,9         | 14.828       | 9,1          |
|                                          | Michael Mörer                | FDP                 | 3.992       | 2,5         | 5.823        | 3,6          |
|                                          | Bernd Schuhmann              | AfD                 | 33.826      | 20,8        | 34.401       | 21,1         |
|                                          | Sabrina Neckov               | FREIE WÄHLER        | 7.822       | 4,8         | 6.342        | 3,9          |
|                                          | Agnes Conrad                 | Die Linke           | 7.606       | 4,7         | 8.467        | 5,2          |
|                                          | –                            | dieBasis            | –           | –           | 682          | 0,4          |
|                                          | –                            | Tierschutzpartei    | –           | –           | 1.369        | 0,8          |
|                                          | –                            | Die PARTEI          | –           | –           | 613          | 0,4          |
|                                          | Martin Günzel                | ÖDP                 | 1.374       | 0,8         | 561          | 0,3          |
|                                          | Thorsten Goetz               | BP                  | 930         | 0,6         | 338          | 0,2          |
|                                          | Claus Christ                 | Volt                | 1.558       | 1,0         | 958          | 0,6          |
|                                          | –                            | PdH                 | –           | –           | 111          | 0,1          |
|                                          | Manfred Setter               | MLPD                | 197         | 0,1         | 56           | 0,0          |
|                                          | –                            | BÜNDNIS DEUTSCHLAND | –           | –           | 131          | 0,1          |
|                                          | –                            | BSW                 | –           | –           | 5.287        | 3,2          |
| Gesamt                                   | Gesamt                       | Gesamt              | 162.485     | 100         | 162.837      | 100          |
|                                          |                              |                     |             |             |              |              |
| Ungültige Stimmen                        | Ungültige Stimmen            | Ungültige Stimmen   | 1.008       | 0,6         | 656          | 0,4          |
| Wähler                                   | Wähler                       | Wähler              | 163.493     | 84,2        | 163.493      | 84,2         |
| Wahlberechtigte                          | Wahlberechtigte              | Wahlberechtigte     | 194.070     |             | 194.070      |              |
|                                          |                              |                     |             |             |              |              |
| Quellen: Die Bundeswahlleiterin, Stimmen |                              |                     |             |             |              |              |

Kursive Direktkandidaten kandidieren nicht für die Landesliste, kursive Parteien treten ohne Landesliste an.

### Bundestagswahl 2021
Zur Bundestagswahl 2021 am 26. September wurden 12 Direktkandidaten und 26 Landeslisten zugelassen. Gewonnen hat erneut Anja Weisgerber.
| Kandidaten                               | Kandidaten                   | Parteien/Listen      | Erststimmen | Erststimmen | Zweitstimmen | Zweitstimmen |
| Kandidaten                               | Kandidaten                   | Parteien/Listen      | Stimmen     | %           | Stimmen      | %            |
| ---------------------------------------- | ---------------------------- | -------------------- | ----------- | ----------- | ------------ | ------------ |
|                                          | Anja Weisgerbergewählt im WK | CSU                  | 63.697      | 40,9        | 54.441       | 34,8         |
|                                          | Markus Hümpfer               | SPD                  | 29.037      | 18,6        | 30.482       | 19,5         |
|                                          | Bernd Schuhmann              | AfD                  | 15.468      | 9,9         | 15.687       | 10,0         |
|                                          | Daniel Stark                 | FDP                  | 12.408      | 8,0         | 15.039       | 9,6          |
|                                          | Nicolas Lommatzsch           | GRÜNE                | 14.747      | 9,5         | 17.085       | 10,9         |
|                                          | Klaus Ernst                  | DIE LINKE            | 6.552       | 4,2         | 4.928        | 3,2          |
|                                          | Andrea Graham                | FREIE WÄHLER         | 7.761       | 5,0         | 9.119        | 5,8          |
|                                          | Stefan Hrnicek-Hubert        | ÖDP                  | 1.229       | 0,8         | 657          | 0,4          |
|                                          | -                            | Tierschutzpartei     | –           | –           | 1.817        | 1,2          |
|                                          | Cedrick van Huet             | BP                   | 863         | 0,6         | 523          | 0,3          |
|                                          | –                            | Die PARTEI           | –           | –           | 1.137        | 0,7          |
|                                          | -                            | PIRATEN              | –           | –           | 574          | 0,4          |
|                                          | –                            | NPD                  | –           | –           | 155          | 0,1          |
|                                          | –                            | V-Partei³            | –           | –           | 183          | 0,1          |
|                                          | –                            | Gesundheitsforschung | –           | –           | 191          | 0,1          |
|                                          | Manfred Setter               | MLPD                 | 167         | 0,1         | 52           | 0,0          |
|                                          | –                            | DKP                  | –           | –           | 19           | 0,0          |
|                                          | Pasquale Trasente            | dieBasis             | 2.758       | 1,8         | 2.470        | 1,6          |
|                                          | –                            | Bündnis C            | –           | –           | 115          | 0,1          |
|                                          | –                            | III. Weg             | –           | –           | 92           | 0,1          |
|                                          | -                            | du.                  | –           | –           | 106          | 0,1          |
|                                          | -                            | LKR                  | –           | –           | 35           | 0,0          |
|                                          | -                            | Die Humanisten       | –           | –           | 123          | 0,1          |
|                                          | –                            | Team Todenhöfer      | –           | –           | 510          | 0,3          |
|                                          | Herbert Lorey                | UNABHÄNGIGE          | 1.116       | 0,7         | 503          | 0,3          |
|                                          | –                            | Volt                 | –           | –           | 309          | 0,2          |
| Gesamt                                   | Gesamt                       | Gesamt               | 155.803     | 100         | 156.352      | 100          |
|                                          |                              |                      |             |             |              |              |
| Ungültige Stimmen                        | Ungültige Stimmen            | Ungültige Stimmen    | 1.554       | 1,0         | 1.005        | 0,6          |
| Wähler                                   | Wähler                       | Wähler               | 157.357     | 80,0        | 157.357      | 80,0         |
| Wahlberechtigte                          | Wahlberechtigte              | Wahlberechtigte      | 196.710     |             | 196.710      |              |
|                                          |                              |                      |             |             |              |              |
| Quellen: Die Bundeswahlleiterin, Stimmen |                              |                      |             |             |              |              |

Kursive Direktkandidaten kandidieren nicht für die Landesliste, kursive Parteien sind nicht Teil der Landesliste.

### Bundestagswahl 2017
Zur Bundestagswahl 2017 am 24. September wurden 9 Direktkandidaten und 21 Landeslisten zugelassen.
| Direktkandidat            | Partei               | Erststimmen in % | Zweitstimmen in % |
| ------------------------- | -------------------- | ---------------- | ----------------- |
| Anja Weisgerber           | CSU                  | 47,9             | 41,1              |
| Markus Hümpfer            | SPD                  | 17,1             | 16,9              |
| Barbara Pfeuffer          | GRÜNE                | 7,4              | 7,6               |
| Andreas Sulzbacher        | FDP                  | 6,2              | 8,9               |
| Christian Herbert Klingen | AfD                  | 11,1             | 12,2              |
| Klaus Ernst               | DIE LINKE            | 7,8              | 6,7               |
| –                         | FREIE WÄHLER         | –                | 2,4               |
| –                         | PIRATEN              | –                | 0,3               |
| Karolin Hildner           | ÖDP                  | 1,3              | 0,6               |
| Michael Herbert           | BP                   | 1,0              | 0,4               |
| –                         | NPD                  | –                | 0,4               |
| –                         | Tierschutzpartei     | –                | 1,0               |
| Manfred Johannes Setter   | MLPD                 | 0,2              | 0,1               |
| –                         | Büso                 | –                | 0,0               |
| –                         | BGE                  | –                | 0,1               |
| –                         | DiB                  | –                | 0,1               |
| –                         | DKP                  | –                | 0,0               |
| –                         | DM                   | –                | 0,3               |
| –                         | Die PARTEI           | –                | 0,6               |
| –                         | Gesundheitsforschung | –                | 0,2               |
| –                         | V-Partei³            | –                | 0,2               |

|           | Erststimmen in % | Zweitstimmen in % |
| --------- | ---------------- | ----------------- |
| Wähler    | 78,7             | 78,7              |
| Ungültige | 1,2              | 0,8               |
| Gültige   | 98,8             | 99,2              |

### Bundestagswahl 2013
| Direktkandidat     | Partei       | Erststimmen in % | Zweitstimmen in % |
| ------------------ | ------------ | ---------------- | ----------------- |
| Anja Weisgerber    | CSU          | 54,8             | 51,0              |
| Ralf Hofmann       | SPD          | 23,1             | 20,6              |
| Ursula Seissiger   | FDP          | 2,1              | 4,2               |
| Hans Plate         | GRÜNE        | 5,8              | 7,1               |
| Klaus Ernst        | DIE LINKE    | 5,4              | 4,96              |
| Beate Kesper       | PIRATEN      | 2,1              | 1,8               |
| Jan Fries          | NPD          | 1,5              | 1,0               |
| Peter Spath        | ÖDP          | 0,8              | 0,6               |
| –                  | AfD          | –                | 3,3               |
| Jochen Keßler-Rosa | FREIE WÄHLER | 3,3              | 2,9               |
|                    | Sonstige     | –                | 2,5               |

### Bundestagswahl 2009
| Direktkandidat    | Partei           | Erststimmen in % | Zweitstimmen in % | Bundestagswahl 2005 Zweitstimmen in % |
| ----------------- | ---------------- | ---------------- | ----------------- | ------------------------------------- |
| Michael Glos      | CSU              | 46,4             | 43,2              | 54,1                                  |
| Frank Hofmann     | SPD              | 19,4             | 17,2              | 25,9                                  |
| Hans Plate        | GRÜNE            | 10,2             | 9,1               | 6,7                                   |
| Hendrik Lindemann | FDP              | 9,6              | 13,0              | 8,7                                   |
| –                 | REP              | –                | 1,2               | 2,1                                   |
| Klaus Ernst       | DIE LINKE        | 10,4             | 9,2               | 5,3                                   |
| Wielant Hopfner   | NPD              | 2,1              | 1,3               | 1,3                                   |
| –                 | PBC              | –                | 0,2               | 0,3                                   |
| Frank Hofmann     | BP               | 1,5              | 0,5               | 0,2                                   |
| –                 | PIRATEN          | –                | 2,1               | –                                     |
| –                 | ödp              | –                | 0,7               | –                                     |
| –                 | BüSo             | –                | 0,0               | 0,1                                   |
| –                 | FAMILIE          | –                | 0,8               | 0,7                                   |
| –                 | MLPD             | –                | 0,0               | 0,1                                   |
| –                 | Tierschutzpartei | –                | 0,5               | –                                     |
| –                 | RRP              | –                | 0,5               | –                                     |
| –                 | CM               | –                | 0,1               | 0,0                                   |

## Wahlkreissieger seit 1949
| Wahl | Name                | Partei |
| ---- | ------------------- | ------ |
| 1949 | Friedrich Funk      | CSU    |
| 1953 | Friedrich Funk      | CSU    |
| 1957 | Friedrich Funk      | CSU    |
| 1961 | Friedrich Funk      | CSU    |
| 1965 | Max Schulze-Vorberg | CSU    |
| 1969 | Max Schulze-Vorberg | CSU    |
| 1972 | Max Schulze-Vorberg | CSU    |
| 1976 | Michael Glos        | CSU    |
| 1980 | Michael Glos        | CSU    |
| 1983 | Michael Glos        | CSU    |
| 1987 | Michael Glos        | CSU    |
| 1990 | Michael Glos        | CSU    |
| 1994 | Michael Glos        | CSU    |
| 1998 | Michael Glos        | CSU    |
| 2002 | Michael Glos        | CSU    |
| 2005 | Michael Glos        | CSU    |
| 2009 | Michael Glos        | CSU    |
| 2013 | Anja Weisgerber     | CSU    |
| 2017 | Anja Weisgerber     | CSU    |
| 2021 | Anja Weisgerber     | CSU    |

## Wahlkreisgeschichte
| Wahl      | Wahlkreisname   | Gebiet                                                                                                |
| --------- | --------------- | --- |
| 1949      | 39 Schweinfurt  | Stadt Schweinfurt, Landkreis Schweinfurt, Stadt Kitzingen, Landkreis Kitzingen, Landkreis Gerolzhofen |
| 1953–1961 | 234 Schweinfurt | Stadt Schweinfurt, Landkreis Schweinfurt, Stadt Kitzingen, Landkreis Kitzingen, Landkreis Gerolzhofen |
| 1965–1972 | 236 Schweinfurt | Stadt Schweinfurt, Landkreis Schweinfurt, Stadt Kitzingen, Landkreis Kitzingen, Landkreis Gerolzhofen |
| 1976–1998 | 236 Schweinfurt | Stadt Schweinfurt, Landkreis Schweinfurt, Landkreis Kitzingen                                         |
| 2002–2005 | 251 Schweinfurt | Stadt Schweinfurt, Landkreis Schweinfurt, Landkreis Kitzingen                                         |
| 2009–2021 | 250 Schweinfurt | Stadt Schweinfurt, Landkreis Schweinfurt, Landkreis Kitzingen                                         |
| 2025–     | 249 Schweinfurt | Stadt Schweinfurt, Landkreis Schweinfurt, Landkreis Kitzingen                                         |